# Greta Arwidsson

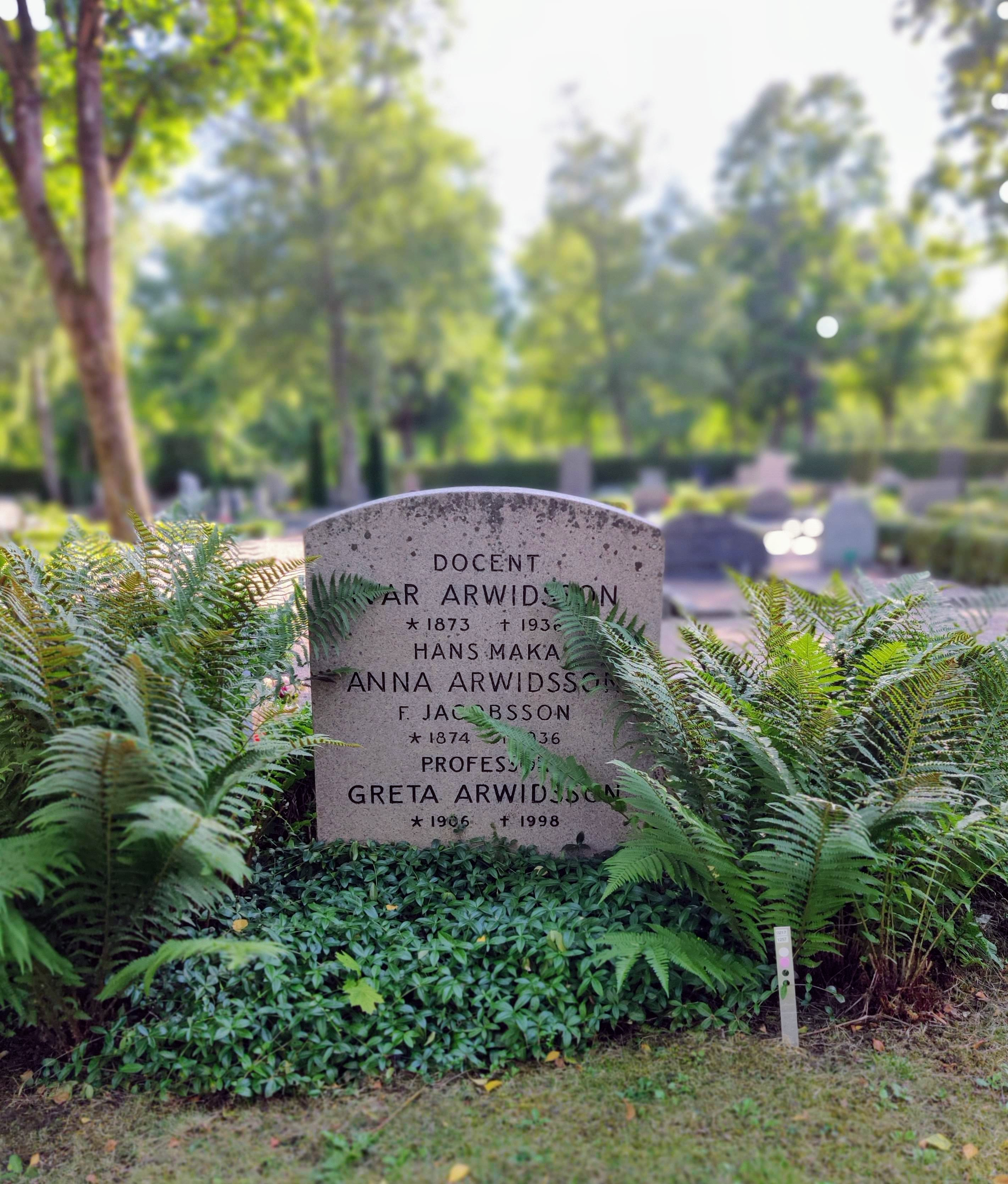
Gravvård på Uppsala gamla kyrkogård.

Greta Arwidsson, född 5 juli 1906 i Uppsala, död 31 januari 1998, var en svensk arkeolog. Hon var dotter till Ivar Arwidsson.

## Biografi
Greta Arwidsson föddes och växte upp i Uppsala, dotter till docent Ivar Arwidsson och hans maka Anna, född Jacobsson. Hon hade från början för avsikt att bli lärare, men under studietiden vid Uppsala universitet väcktes hennes intresse för arkeologi. 1942 disputerade hon på avhandlingen Vendelstile, Email und Glas in 7.-8. Jahrhundert som bl.a. behandlar vendeltidens djurornamentik.
Hon studerade vid Uppsala universitet och blev 1930 filosofie magister, 1935 filosofie licentiat och 1943 filosofie doktor. Hon var 1942–1946 docent i nordisk och jämförande fornkunskap. 1946 var hon antikvarie vid Statens historiska museum och 1946–1956 landsantikvarie på Gotland och föreståndare för Gotlands fornsal. 1956–1973 var hon professor i Nordisk och jämförande fornkunskap vid Stockholms Högskola. Hon var Sveriges första kvinnliga professor i arkeologi och efterträddes av Mats P. Malmer.
Arwidsson blev 1954 ledamot av Det konglige nordiske oldskriftselskab, 1963 ledamot av Kungliga Vitterhetsakademien, 1969 hedersledamot av Upplands fornminnesförening, 1974 honorary fellow of the Society of Antiquaries, London, 1976 hedersledamot av Gustav Adolfs Akademien, 1978 ledamot av Deutsches Archäologisches Institut.
Arwidsson var under flera decennier en av Sveriges ledande arkeologer. Hon var bland annat delaktig i Holger Arbmans utgrävning vid Garnisonen på Björkö, utgrävningarna av gravfältet vid Valsgärde utanför Uppsala samt som Landsantikvarie på Gotland 1946–1956. Under hennes redaktion publicerades under 1980-talet – slutligen – analyser av de rika gravinventarierna från Hjalmar Stolpes grävningar på Björkö.
Arwidsson var känd för sitt egensinne och viljestyrka – sannolikt en förutsättning för att som kvinna slå sig fram i den akademiska världen under det tidiga 1900-talet. Hennes nitiskhet kom dock under tiden som landsantikvarie att rendera henne namnet "Forn-Greta" – möjligen ett inte helt smickrande namn eftersom hon sågs som en representant för de fastländska myndigheterna, de myndigheter som "berövade" Gotland dess skatter.
Arwidsson var den första kvinnliga klubbmästaren i Uppsala och var verksam på Uplands nation 1927, där hon 1961 blev hedersledamot. Hon banade väg för kvinnliga akademiker i det då helt manligt dominerade nationslivet. På 20-talet ansågs det inte passande för unga studentskor att delta aktivt i nationernas verksamhet. I hennes namn startade 1977 föreningen Greta Arwidssons Vänner. Arwidsson var själv föreningens inspektor från 1977 till 1992.

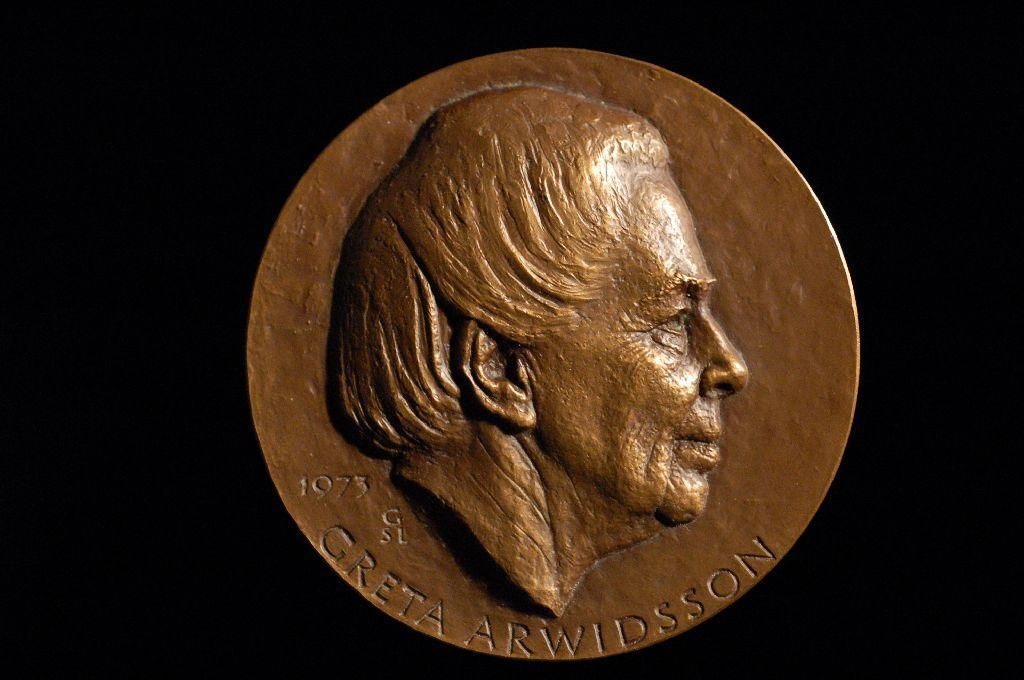
Medalj för arbetet i Valsgärde från Svenska Arkeologiska Samfundet 1973

## Skrifter
- Die Gräberfunde von Valsgärde (flera delar, 1942-77)
- Vendelstile, Email und Glas (1942), doktorsavhandling.
- The Mästermyr Find. A Viking Age Tool Chest from Gotland (1983), tillsammans med Gösta Berg.